# UFC Fight Night: Gustafsson vs. Teixeira
UFC Fight Night: Gustafsson vs. Teixeira (også kendt som UFC Fight Night 109) var et MMA-stævne, produceret af Ultimate Fighting Championship, der blev afholdt den 28. maj 2017 i Globen i Stockholm i Sverige.

## Baggrund
Tidligere reporter indikerede at stævnet skulle finde sted i den nyåbnede Royal Arena i København, hvilket ville have været organisationens første event i Danmark. Men den 28. februar offentliggjorde organisationen at stævnet ville finde sted i Stockholm.
En letsværvægtskamp mellem tidligere UFC-letsvægtvægts-titel-udfordrere Alexander Gustafsson og Glover Teixeira var stævnets hovedattraktion. The pairing was previously scheduled to headline UFC Fight Night 69 in June 2015. However, Gustafsson pulled out of that fight due to injury.
Svenske Magnus Cedenblad skulle have mødt Chris Camozzi ved stævnet. Men Cedenblad blev fjernet fra programmet den 27. marts og erstattet af Trevor Smith.
Norske Emil Weber Meek skulle have mødt Nordine Taleb ved stævnet. Men Meek meldte afbud den May 12 på grund af en skade. Han blev erstattet af nykommeren Oliver Enkamp.
En sværvægtskamp mellem danske Christian Colombo og Damian Grabowski skulle have fundet sted ved stævnet. Men kampen blev aflyst da beggere kæmpere pådrog sig skader i ugerne op til stævnet.
Mairbek Taisumov skulle have mødte Joaquim Silva ved stævnet. Men, Taisumov meldte afbud til kampen den 16. maj på grund af en knæskade. He was replaced by Reza Madadi.
Til indvejning, vejede engelske Darren Till ind på 176 pund, 5 pund over over welterrvægtgrænsen på 171 pund. Dette resulterede i en både på 20% af sin løn, hvilket gik til hans modstander Jessin Ayari og kampen, blev kæmpet i catchweight.
Danske Damir Hadzovic kæmpede på stævnet sin anden UFC-kamp i karrieren. Han mødte polske Marcin Held som han knokoutede efter 7 sekunder i 3. omgang. Han vandt Performance of the Night-prisen for sin indsats.

## Bonus awards
De følgende kæmpere blev belønnet med $50,000 bonuser:
- Fight of the Night: Alexander Gustafsson vs. Glover Teixeira
- Performance of the Night: Bojan Veličković og Damir Hadžović

## International tv-transmittering
| Land    | Tv-kanal         |
| ------- | ---------------- |
| Denmark | Viaplay Fighting |
| Norway  | Viaplay Fighting |
| Sweden  | Viaplay Fighting |